# شیروی
شیروی در شاهنامه پهلوان ایرانی در زمان پادشاهی فریدون و سردار سپاه منوچهر در جنگ او با سلم و تور بود که به فرماندهی قارن سردار دیگر منوچهر به گشودن دژ الانان مقر تور که از دریا برآورده شده بود، رفت. او و قارن به‌نیرنگ بر این دژ دست یافته ویرانش ساختند تا سلم نتواند بدانجا پناهنده شود. وی هنگامی که منوچهر به پادشاهی رسید، گنجور او شد.

## شیروی در شاهنامه
زمانیکه منوچهر متولد شد و بال و پر گرفت، فریدون در جشنی تاج و تخت ایران را در حضور برزگان کشور به او سپرد. همراه تخت و تاج از سراپرده‌ها، دیبه‌ها خیمه‌های نقش پلنگ، اسبان تازی با الگام و ستام زرّین، شمشیرهای هندی  خود، جوشن، ترگ و رزه‌ رومی به همراه کمان‌های چاچی و سپر و ژوبین چینی هم یاد می‌شود. محل نگهداری اشیا و لوازم را نیز ممکن است شیروی که نگهبان گنج بود، عهده‌دار باشد. بعد از اینکه  تحویل لوازم پایان پذیرفت همه پیش شاه جدید یعنی منوچهر آمدند:
| بفرمود تا پیش او آمدند      |  | همه با دلی کینه‌جو آمدند    |
| به شاهی بر او آفرین خواندند |  | زبرجد به تاجش بر افشاندند  |
| چو جشنی بُد این روزگار بزرگ  |  | شده در جهان میش پیدا ز گرگ |
| سپهدار چون قارن کاوگان      |  | سپه‌کُش چو شیروی و چون آوگان |
| چو شد ساخته کار لشکر همه    |  | برآمد سر شهریار از رمه     |